# Pirrotite

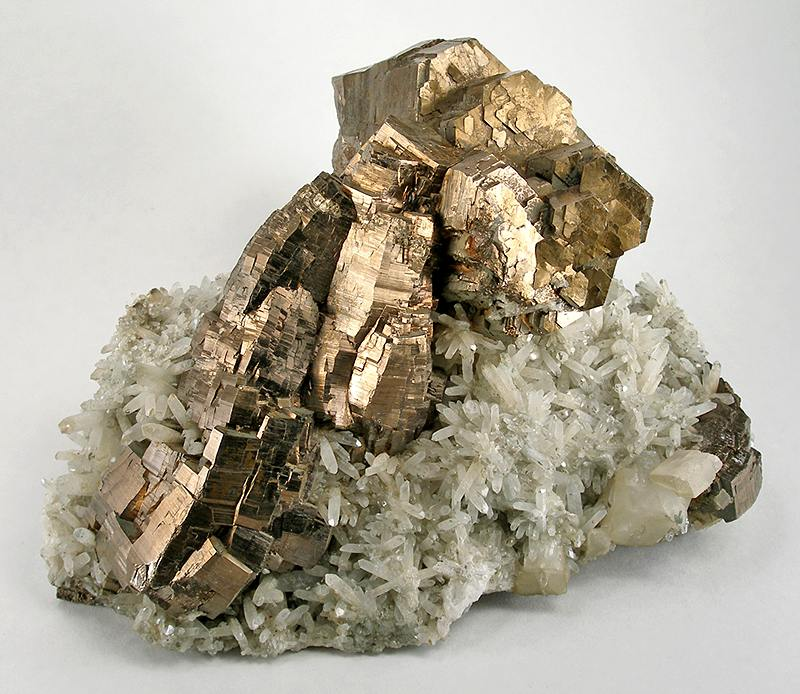

A pirrotita, também conhecida como pirrotite, é um sulfeto de ferro típico, que apresenta uma composição variável de ferro em sua fórmula: Fe(1-x)S (com x variando 0 a 0,2). Contém até 5% de níquel e, às vezes, cobalto, podendo ser usada para obter estes dois metais. É também chamada de pirita magnética, por causa de sua cor, similar à da pirita, e seu magnetismo, quase sempre presente. 